# (3312) Pedersen
(3312) Pedersen (1984 SN) est un astéroïde de la ceinture principale découvert le 24 septembre 1984.
Il a été « nommé en l'honneur de Bodil et Helge Pedersen, qui ont grandement contribué à la vulgarisation de l'astronomie au Danemark en faisant don d'un planétarium (qui sera érigé à Copenhague) au peuple danois ».